# Kouzmolovski
Kouzmolovski (russe : Кузьмоловский) est une Commune urbaine du raïon de Vsevolojsk de l'oblast de Léningrad, en Russie.

## Géographie
Kouzmolovski se trouve à 20 km au nord-nord-est du centre de Saint-Pétersbourg et à près de 10 km de la Ceinture périphérique de Saint-Pétersbourg .

## Population
Recensements (*) ou estimations de la population
| 1970* | 1979*  | 1989*  | 2002* |
| ----- | ------ | ------ | ----- |
| 6 970 | 10 268 | 10 435 | 9 725 |

| 2010* | 2013  | 2017   | 2021   |
| ----- | ----- | ------ | ------ |
| 9 689 | 9 885 | 10 135 | 10 714 |